# Chlorodynerus mochii
Chlorodynerus mochii är en stekelart som beskrevs av Giordani Soika 1957. Chlorodynerus mochii ingår i släktet Chlorodynerus och familjen Eumenidae. Inga underarter finns listade i Catalogue of Life.